# Little Fighter 2
Little Fighter 2 ou LF2 é um popular jogo freeware para computador desenvolvido por Marti Wong e Starsky Wong em 1999. Desde então o jogo tem sofrido uma série de updates e sua versão mais recente é a 2.0a. Também conta com uma ampla variedade de personagens (podendo-se jogar em até 4 pessoas em um mesmo computador), assim como disponibiliza um template para que personagens originais possam ser criados e colocados para lutar nos variados modos de jogo. Possuí uma perceptível semelhança com as séries Street Fighter e Double Dragon e pode ser jogado online.

## Modos de jogo
Possui 7 modos de jogo:
- VS Mode (jogar versus jogadores humanos ou do computador);
- Stage Mode (modo de campanha, composto de 5 fases, cada uma com 5 subfases);
- Battle Mode (batalha de times onde jogadores podem combater seus times);
- Championship Mode (possui 2 modos de jogos, 1x1 e 2x2, ambos em formato de campeonato);
- Demo (demonstração de personagens controlados pelo computador combatendo);
- Playback Recording (assistir a partidas gravadas);
- Network games (para jogar online).

## Personagens
O jogo, a princípio, possui 11 personagens jogáveis. São os 10 da coluna de heróis da tabela abaixo + Template. Entretanto, ao inserir o código "lf2.net" na tela de carregamento do jogo, todos os personagens se tornam selecionáveis.
| Herois | Demais personagens | Chefes  | Outro    |
| ------ | ------------------ | ------- | -------- |
| Davis  | Bandit             | Bat     | Template |
| Woody  | Hunter             | LouisEX |          |
| Dennis | Mark               | Firzen  |          |
| Freeze | Jack               | Julian  |          |
| Firen  | Sorcerer           |         |          |
| Louis  | Monk               |         |          |
| Rudolf | Jan                |         |          |
| Henry  | Knight             |         |          |
| John   | Justin             |         |          |
| Deep   |                    |         |          |

## Itens
É possível recolher itens do chão. Todos podem ser jogados, entretanto apenas alguns podem ser utilizados para bater. Apenas as garrafas podem ser consumidas.
| Armas              | Objetos leves    | Objetos pesados   | Garrafas |
| ------------------ | ---------------- | ----------------- | -------- |
| Bastão de baseball | Bola de baseball | Pedra             | Leite    |
| Foice              | Bumerangue       | Caixa             | Cerveja  |
| Espada de gelo     | Faca             | Armadura do Louis |          |